# Centrolene azulae
A Centrolene azulae a kétéltűek (Amphibia) osztályába, a békák (Anura) rendjébe, ezen belül az üvegbékafélék (Centrolenidae) családjának Centrolene nemébe tartozó faj.

## Előfordulása
Peruban él, endemikus faj. Természetes élőhelye a szubtrópusi és trópusi nedves hegyi erdők és folyóvizek. A fajt élőhelyének pusztulása veszélyezteti.